# Musée militaire de plein air à Kaniv
Le musée militaire de plein air à Kaniv (ukrainien : Музей військової техніки під відкритим небом (Канів)) est un des musées consacré aux armes lourdes.

## Histoire et expositions
Le musée a été fondé en 2012.

## Quelques images

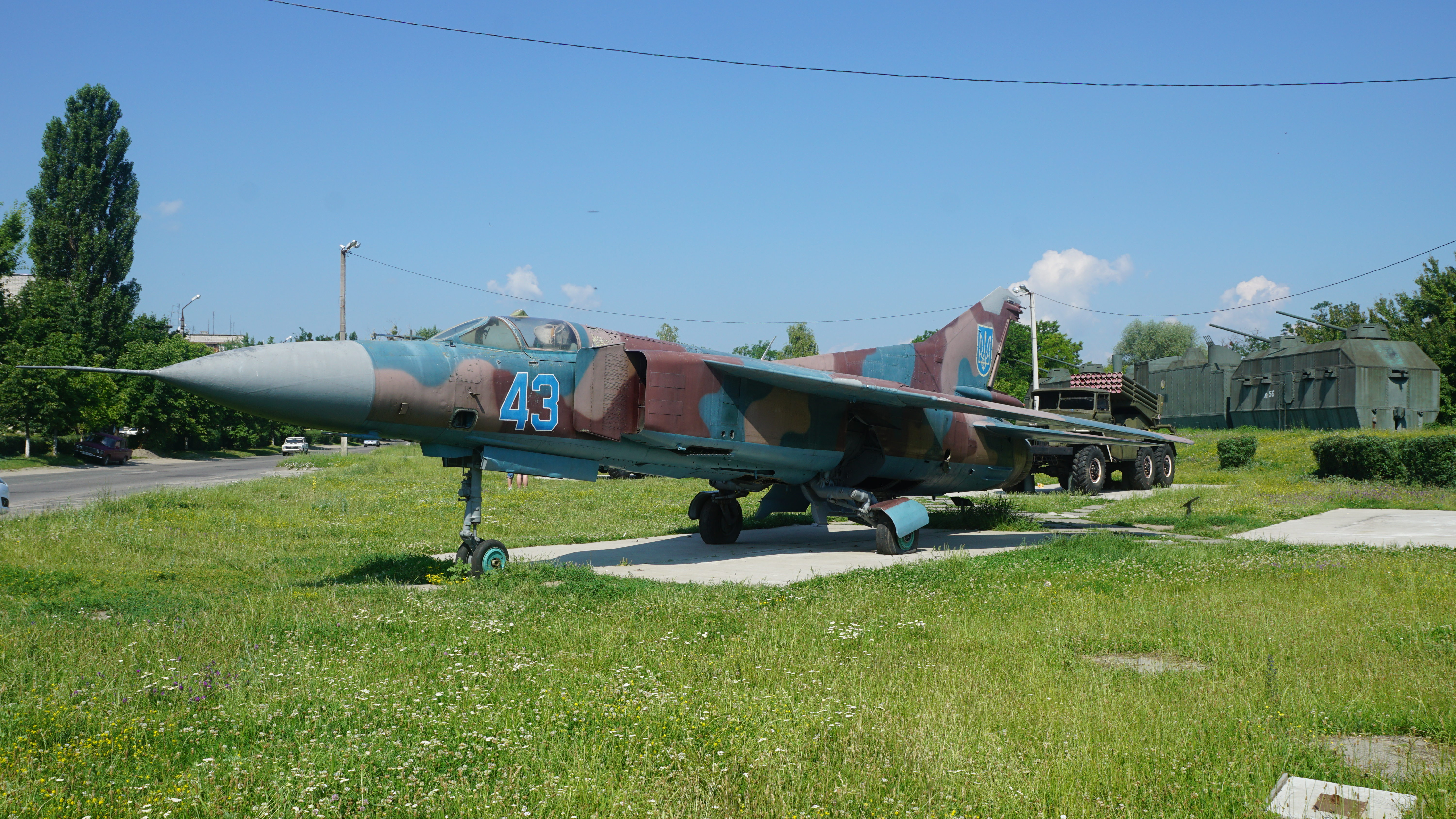
Un Mig-23,
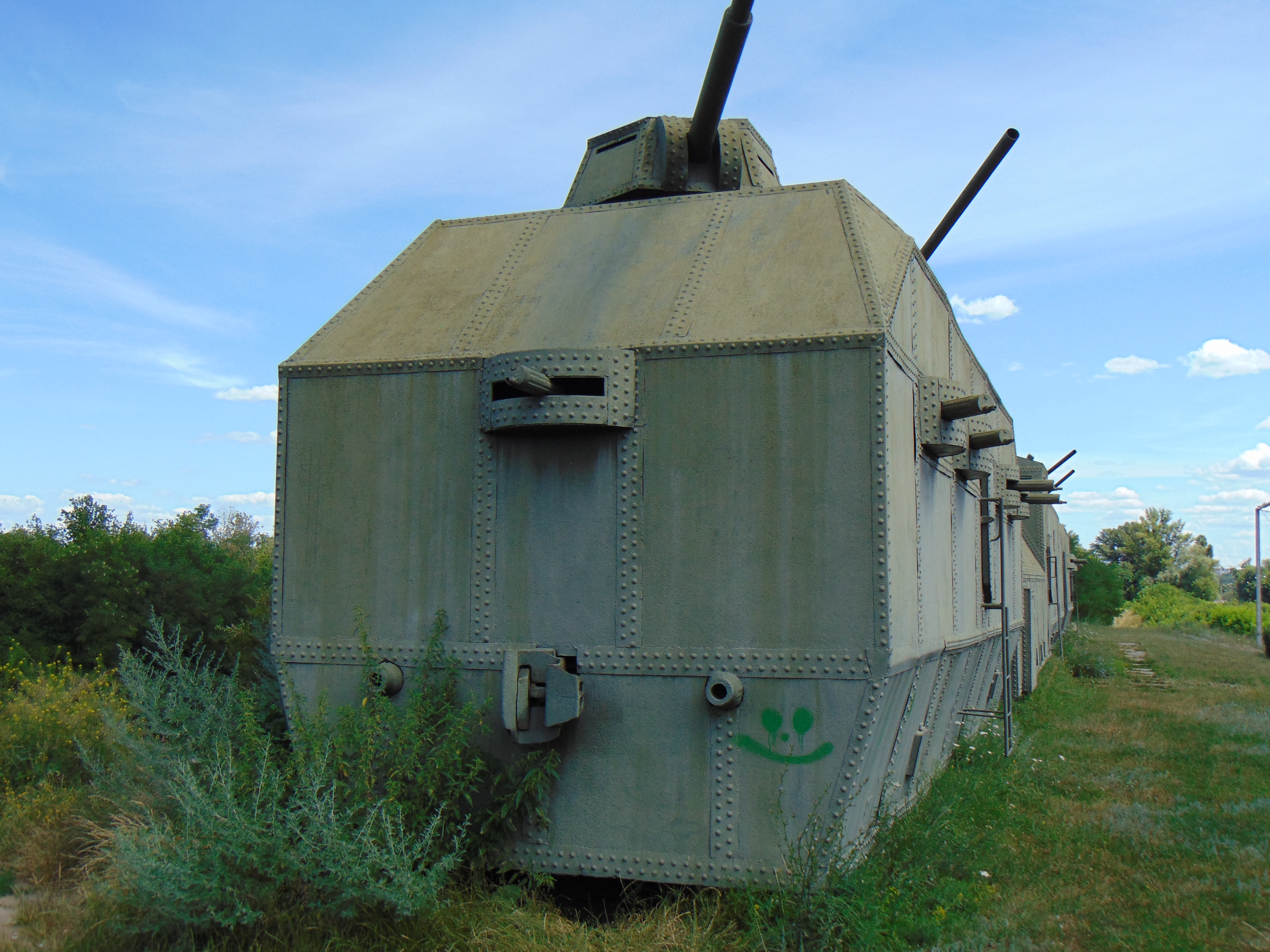
un train blindé, classé[1],
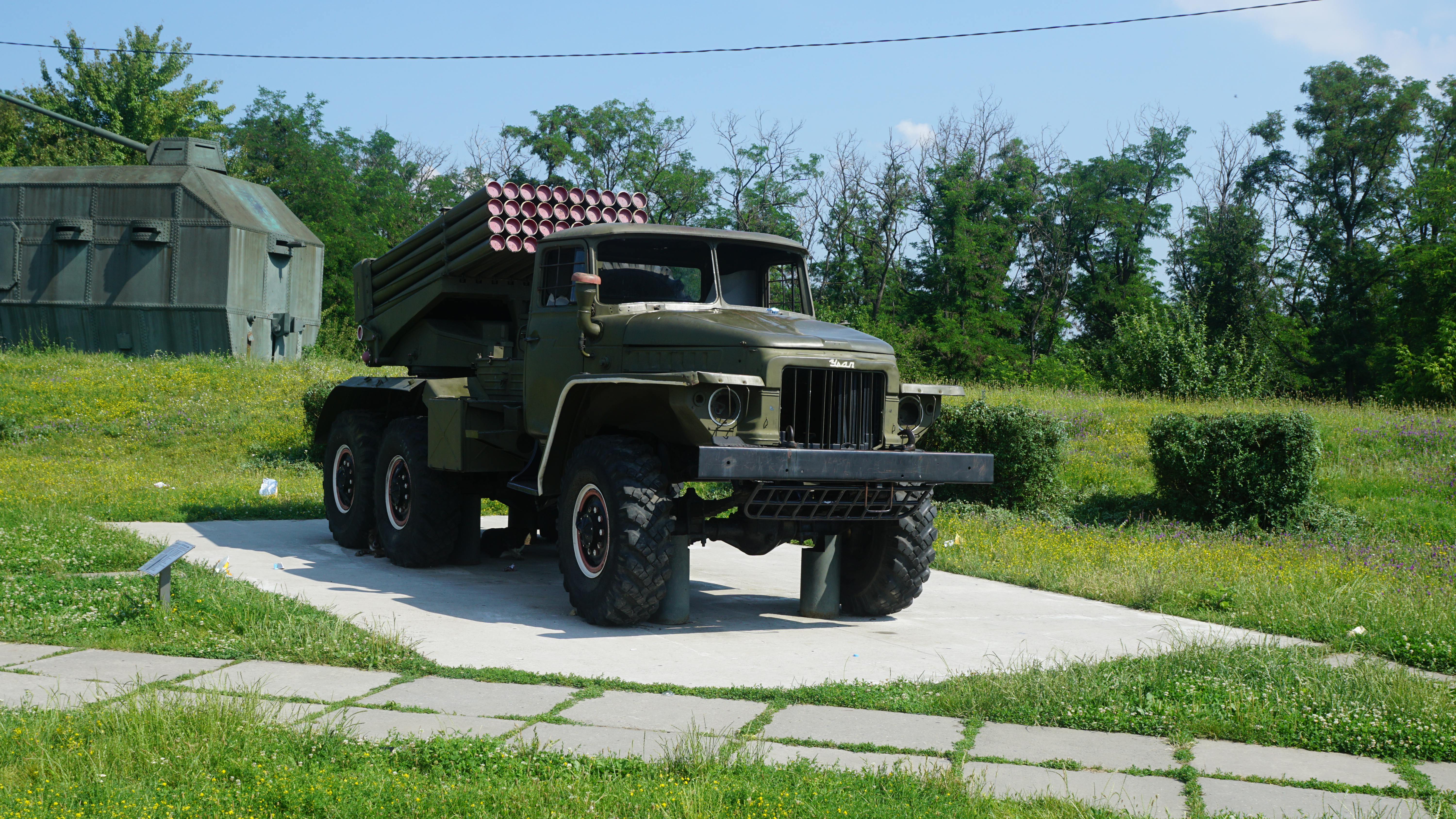
un BM-21 Grad,
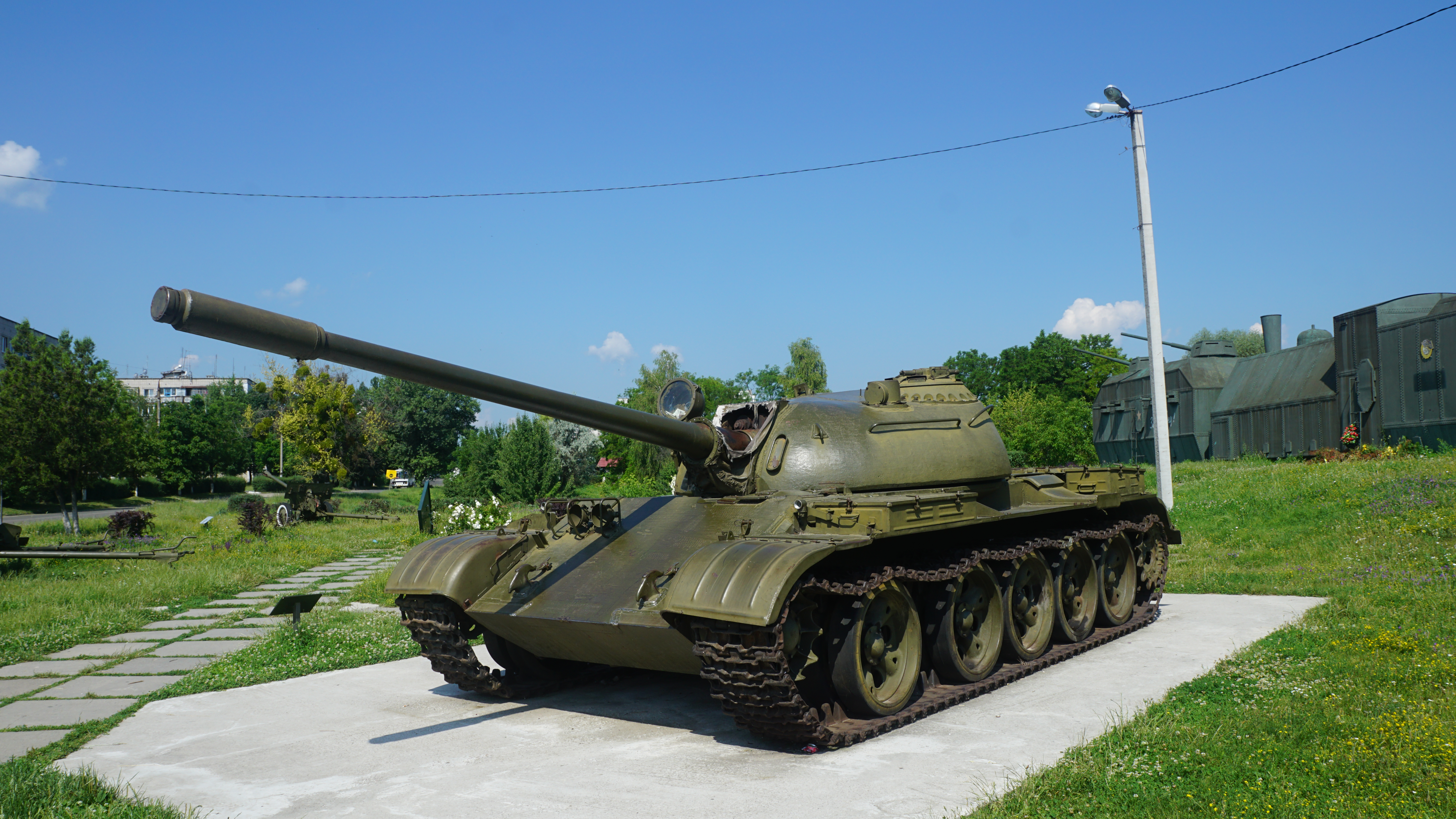
un T-55.